# داء السلمونيلات (الطيري)
داء السلمونيلات الطيري (بالإنجليزية: avian Salmonellosis)‏ هو مرض بكتيري يصيب الدجاج. تسببه بكتيريا السَّلْمونيلَةُ المُلْهِبَةُ للأَمْعاء.

## وصلات خارجية
- داء السلمونيلات الطيري من موقع الجريدة الأمريكية للأوبئة